# José Ángel Zubiaur
José Ángel Zubiaur Alegre (Bilbao, 28 de febrero de 1918-Pamplona, 22 de marzo de 2012) fue un político y abogado español, especialista en Derecho Foral, que tuvo especial protagonismo en la vida pública de Navarra. Durante varias décadas militó en las filas del carlismo, desde el cual evolucionó hasta planteamientos demócrata-cristianos.[cita requerida]

## Biografía
Se licenció en Filosofía y Letras. En 1943 reorganizaría clandestinamente la Juventud Carlista de Pamplona al margen de la legalidad  del partido único de FET de las JONS. En las elecciones municipales de noviembre de 1948 resultó elegido concejal del Ayuntamiento de Pamplona en representación del Tercio familiar. En 1949 lograría ser elegido Diputado foral. Una de sus primeras iniciativas en la Diputación fue plantear el restablecimiento oficial de las clases de euskera en Pamplona. Tuvo éxito en su propuesta, acordándose la creación de una escuela, la cual duró 20 años, hasta 1970.
En los años 1950 mantuvo diversas disputas con el Gobernador civil, Luis Valero Bermejo, que pretendía la anulación del acuerdo de la Diputación sobre las clases de Vasco. Por entonces fue uno de los impulsores de la revista clandestina El Fuerista. Órgano antiborreguil, de ideología carlista, que estaba centrada en la denuncia de las actuaciones autoritarias de Luis Valero Bermejo.
Durante los años 1960 sería secretario de la Junta Regional del carlismo navarro. Intervino como orador en los actos de Montejurra de 1966 reclamando la anulación del Decreto de Derogación del Concierto Económico de Vizcaya y Guipúzcoa. Con motivo de las primeras elecciones de procuradores en Cortes por el tercio familiar, en octubre de 1967, en Navarra confrontaron dos candidaturas: por un lado, la promocionada por el propio régimen franquista, integrada por Jesús Ezponda y Alfredo Les, y por otra, la que impulsaba la Junta Regional carlista desde la alegalidad, formada por Auxilio Goñi y José Ángel Zubiaur. Goñi y Zubiaur triunfaron claramente, con 45.868 y 45.469 votos respectivamente, mientras que Ezponda y Les obtuvieron, a su vez, 29.820 y 28.230. Goñi y Zubiaur junto con los también procurados carlistas Antonio Arrúe y Manuel Escudero, elegidos en Guipúzcoa por el tercio familiar, constituyeron el núcleo fundacional de los llamados «procuradores trashumantes», un grupo informal pero reconocido públicamente de oposición parlamentaria al Gobierno franquista. En 1969 sería uno de los pocos procuradores que votó en contra de la designación de Juan Carlos de Borbón como sucesor de Franco a título de Rey.
En la década de 1960 impulsó una cierta evolución ideológica del carlismo, pero se opuso a la posterior definición socialista de la camarilla de Carlos Hugo de Borbón-Parma. Tras haber roto con la dirección del llamado Partido Carlista, en 1975 firmó, junto con otras personalidades carlistas, una carta dirigida a Carlos Hugo, en la que los firmantes afirmaban que este había perdido la legitimidad de ejercicio.
Posteriormente barajó la posibilidad de la creación de un partido demócrata-cristiano, conformado por carlistas de orientación similar, situados a la derecha de Carlos Hugo pero a la izquierda de Sixto.[cita requerida] En diversas conversaciones que por entonces Auxilio Goñi, Manuel Escudero y él tuvieron con dirigentes del Partido Nacionalista Vasco, en San Juan de Luz, manifestaron que «estaban de acuerdo con una autonomía conjunta, pero querían poner sobre la mesa, o cuestionar, dos cosas: una la "ikurriña", y otra el nombre de "Euzkadi"».
Con motivo de las elecciones constituyentes de 1977 participa en la candidatura electoral del Frente Navarro Independiente. En 1979 participó en la fundación de Unión del Pueblo Navarro y en 1983 fue elegido parlamentario foral por este partido.
Fue autor de diversas obras como Curso de Derecho Foral Navarro. Derecho Público (1959), Los fueros como expresión de libertades y raíz de España (1965) y Los Fueros de Navarra (1966).